# Lophoruza ochricosta
Lophoruza ochricosta är en fjärilsart som beskrevs av W. Warren 1913. Lophoruza ochricosta ingår i släktet Lophoruza och familjen nattflyn. Inga underarter finns listade i Catalogue of Life.